# Плав (Польща)
Плав (пол. Pław, нім. Plau) — село в Польщі, у гміні Домбе Кросненського повіту Любуського воєводства.
Населення — 250 осіб (2011).
У 1975-1998 роках село належало до Зеленогурського воєводства.

## Демографія
Демографічна структура станом на 31 березня 2011 року:
|          | Загалом | Допрацездатний вік | Працездатний вік | Постпрацездатний вік |
| -------- | ------- | ------------------ | ---------------- | -------------------- |
| Чоловіки | 130     | 22                 | 96               | 12                   |
| Жінки    | 120     | 26                 | 70               | 24                   |
| Разом    | 250     | 48                 | 166              | 36                   |